# Katedralen i Albi
Katedralen i Albi eller Cathédrale Sainte-Cécile d'Albi är den mest betydelsefulla religiösa byggnaden i Albi i södra Frankrike, och säte för ärkebiskopen av Albi. Den är en romersk-katolsk domkyrka. Bygget inleddes 1282, konstruerad som ett fort, och pågick under 200 års tid. Den anses vara den största tegelkatedralen i världen.
År 2010 utnämndes katedralen till världsarv av Unesco.

## Historik

### Bakgrund
På platsen fanns tidigare andra byggnader. Den första var från 300-talet och förstördes i en brand 666. Den andra omnämns 920 som Sainte-Cécile, musikernas helgon. Den ersattes på 1200-talet av en romansk katedral i tegel.

### Bygge
Bygget av tegelgotiska katedralen inleddes 1282, efter initiativ från den dåvarande biskopen av Albi 1270. Bernard de Castanet, nästföljande biskop av Albi och inkvisitor i Languedoc, var den som 1270 lät besluta om uppförandet av katedralen.
Katedralsbygget skedde i efterdyningarna av Albigenserkriget i området. Katedralens dominanta närvaro och fästningsliknande exteriör skulle visa den kristna trons makt och auktoritet. Huvudskeppet var klart omkring år 1330, och byggnaden stod i princip klar 1493 (då sista delen av tornet avslutades).

### Kompletteringar och restaureringar
Inre och vissa yttre arbeten fortsatte dock länge till. Bland annat utfördes takmålningar decennierna runt 1500, och på 1510-talet konstruerades vestibulen. Därefter färdigställdes den södra portalen och baldakinen. De övre läktarna restes under 1600-talet, och på 1700-talet kom den stora orgeln på plats.
1776 byggdes en monumental predikstol i marmor och styck. Mindre än två decennier senare förstördes stora delar av kyrkans lösa inredning under den franska revolutionens kyrkostormningar. Restaureringar skedde därefter mellan 1849 och 1877.

### Mindre basilika
1947 utsågs katedralen till en mindre basilika av påve Pius XII.

## Utformning
Katedralen byggdes i sydgotisk stil. Den är 113 meter lång, 35 meter bred, med ett 30 meter högt inre valv.
Då det inte fanns någon lämplig sten att bygga den av i närheten byggdes den nästan helt och hållet av tegel. Klocktornet (byggt 1492 och 78 meter högt) samt Dominique de Florences portal från 1302 är några anmärkningsvärda arkitektoniska detaljer. Katedralen har Frankrikes bredaste gotiska huvudskepp, 18 meter brett. 
Kyrkobyggnaden saknar sidoskepp och har istället rader av små kapell mellan strävpelare i tegel, något som gör Albi till en hallkyrka. Huvudentrén ligger på den södra sidan och inte som traditionen är i Frankrike, på den västra sidan.
Navets sidokapell försågs på 1400-talet med överliggande gallerier, vilket gjorde att intrycket av dem minskade.
Den detaljerade interiören står i kontrast mot katedralens militära exteriör. Det centrala koret, avsett för medlemmar i den religiösa orden, omgärdas av ett lektorium med filigranarbete i sten och en grupp av mångfärgade statyer. Nedanför orgeln finns en fresk av Yttersta domen, målad av okända flamländska målare. Den täckte ursprungligen nästan 200 m², men mittendelen togs senare bort. Freskerna på det enorma taket är bland de största och äldsta målade i italiensk renässansstil i Frankrike (målade mellan 1509 och 1512), och byggnaden har beskrivits som den största målade katedralen i Europa.
Katedralens orgel byggdes av Christophe Moucherel åren 1734–1736. Den är 16,4 meter bred, 15,3 meter hög och försedd med 3 500 orgelpipor, fyra klaviaturer, 43 register och en uppsättning pedaler. Orgeln, som vid flera tillfällen restaurerats, räknas som den största barockorgeln i Frankrike.

## Galleri

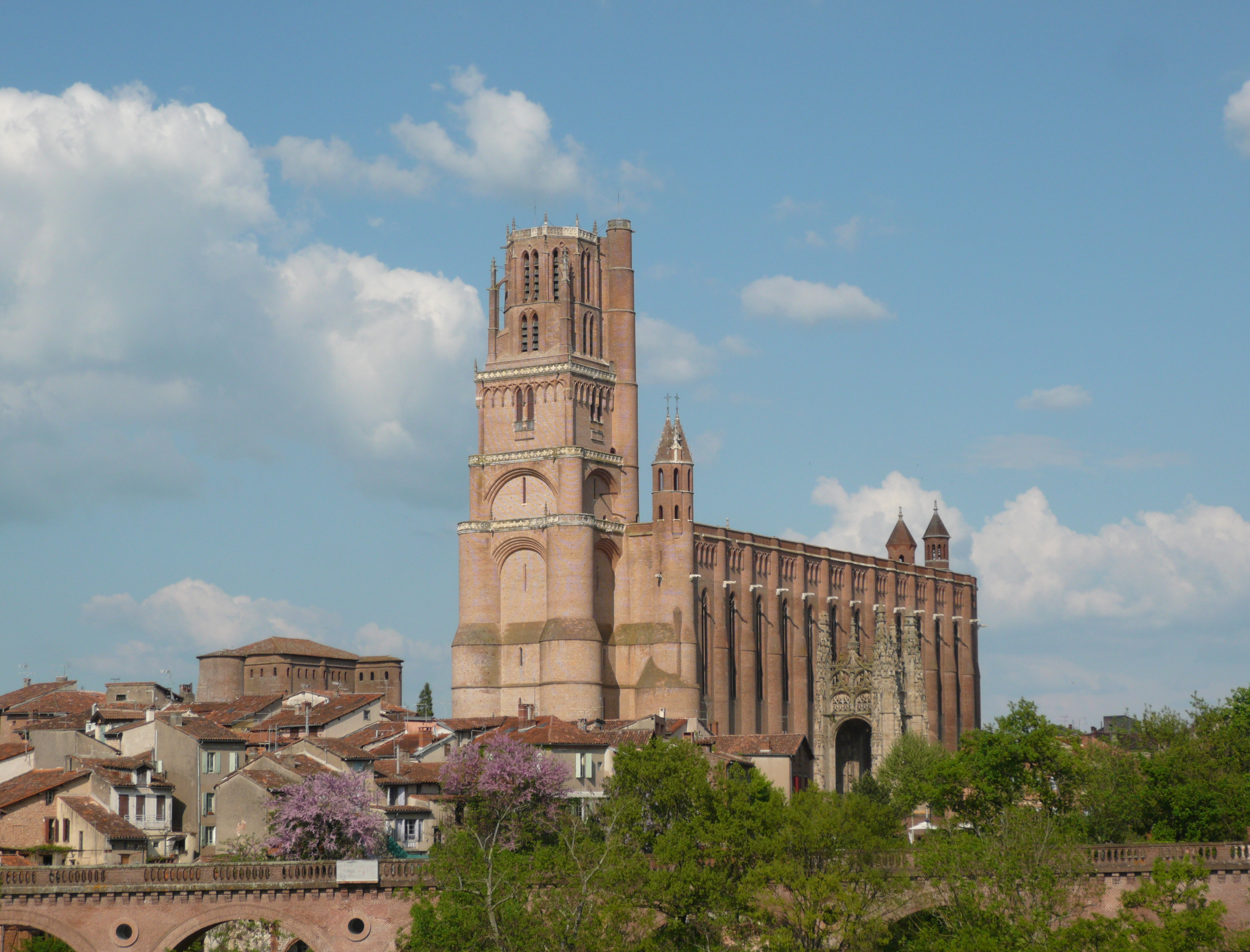
Exteriör.
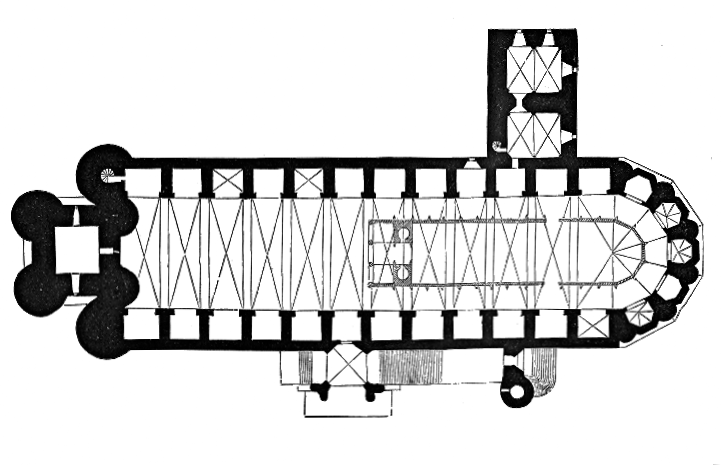
Ritning.
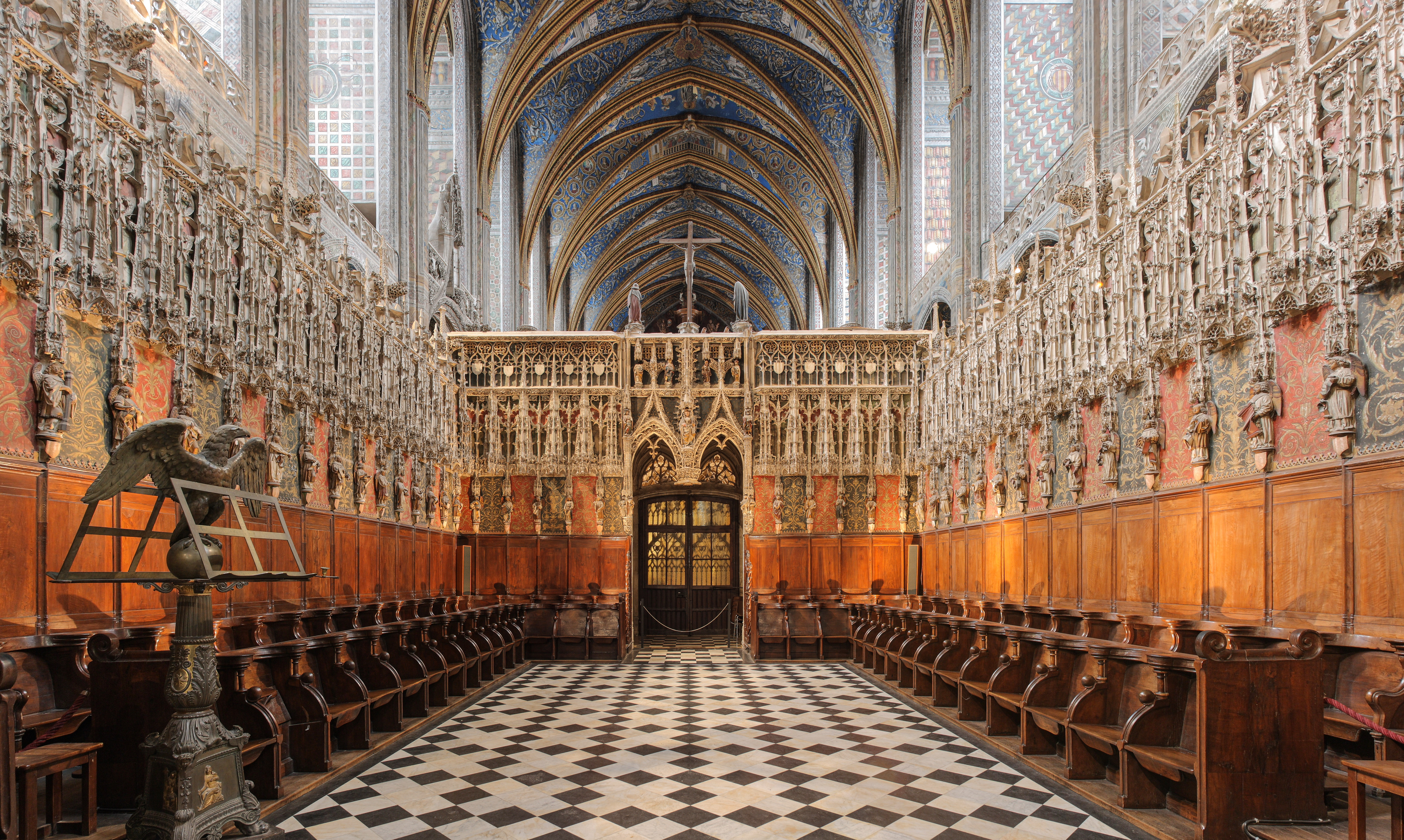
Kor och lektorium.
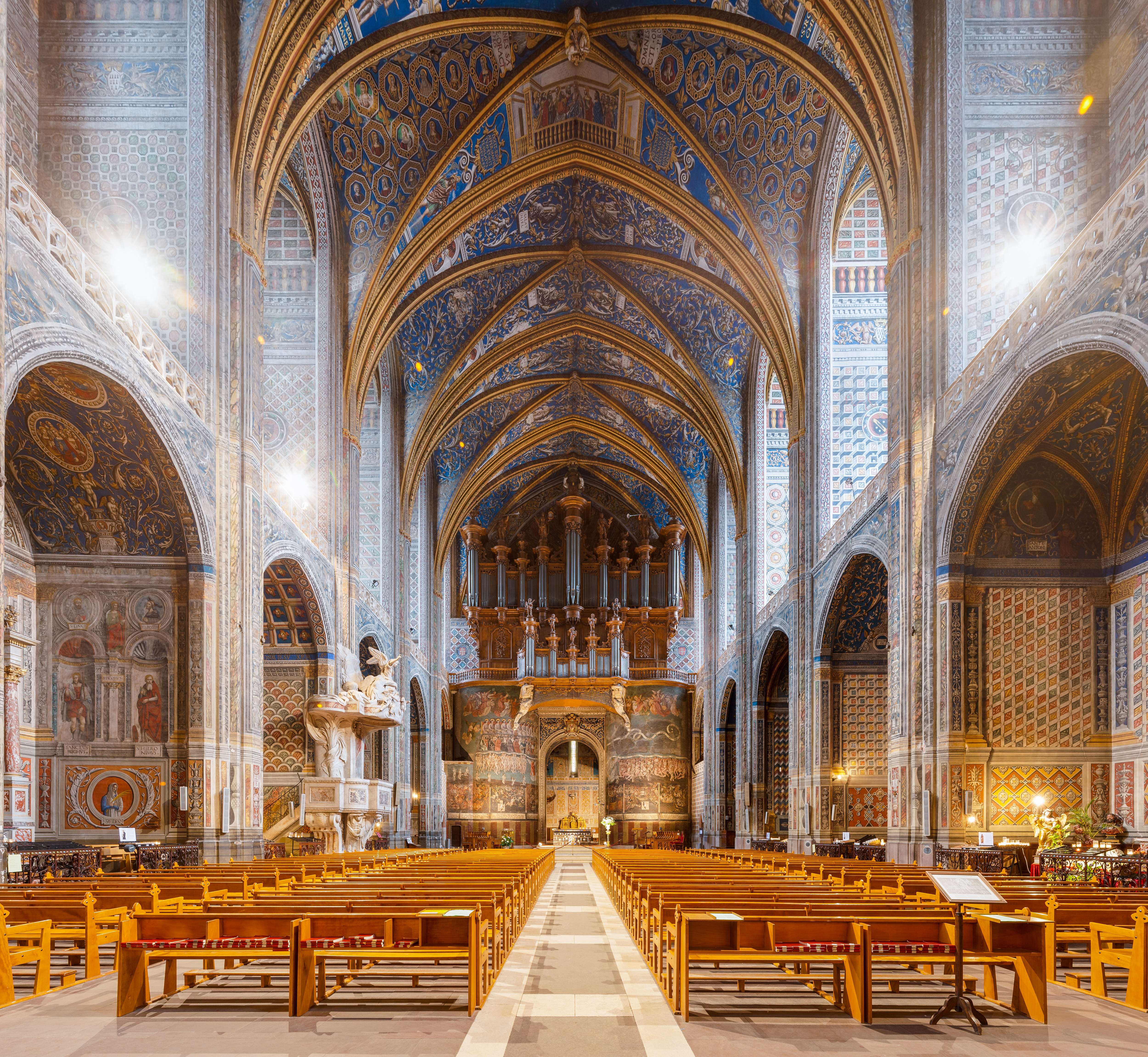
Katedralens nav och orgel.